# 東北貝德福德郡 (英國國會選區)
東北貝德福德郡（英語：North East Bedfordshire），英國國會一郡選區，包括英格蘭東部貝德福德郡貝德福德區和中央貝德福德郡一部。始設於1997年。
本區自創設以來一直支持保守黨。2010年大選中阿利斯特·伯特以55.8%選票勝出該區二度連任成功。